# Urząd do Spraw Cudzoziemców
Urząd do Spraw Cudzoziemców – urząd administracji rządowej, przy pomocy którego swoje zadania wykonuje Szef Urzędu do Spraw Cudzoziemców, będący centralnym organem administracji rządowej właściwym w sprawach wjazdu cudzoziemców na terytorium Rzeczypospolitej Polskiej, przejazdu przez to terytorium, pobytu na nim i wyjazdu z niego, udzielania ochrony międzynarodowej, udzielania cudzoziemcom azylu, wyrażania zgody na pobyt tolerowany oraz udzielania ochrony czasowej (z wyjątkiem spraw zastrzeżonych dla innych organów). Nadzór nad Szefem Urzędu sprawuje minister właściwy do spraw wewnętrznych.

## Urząd do Spraw Cudzoziemców
Urząd do Spraw Cudzoziemców powstał w 2007 r. w miejsce Urzędu do Spraw Repatriacji i Cudzoziemców, w wyniku zmiany ustawy o cudzoziemcach oraz niektórych innych ustaw. W myśl nowelizacji, uprawnienia w zakresie spraw związanych z repatriacją i obywatelstwem, realizowane dotychczas przez URiC, zostały przekazane do MSWiA, tym samym rozwiązany został URiC, a na jego miejscu powołany Urząd do Spraw Cudzoziemców.
Powstanie UDSC wiąże się z przystąpieniem Polski do Unii Europejskiej i integracją systemu prawnego dotyczącego emigrantów i uchodźców, w tym obowiązywaniem regulacji Dublin II i Eurodac. Polska jako kraj zewnętrzny UE stała się krajem odpowiedzialnym za rozpatrywanie wniosków azylowych migrantów poruszających się tranzytem do państw Europy Zachodniej.

### Szefowie Urzędu
- Rafał Rogala (2007–2019)
- Jarosław Szajner (2019–2024)
- Tomasz Cytrynowicz (od 2024)

## Podstawa działania
- Ustawa z dnia 12 grudnia 2013 r. o cudzoziemcach (Dz.U. z 2025 r. poz. 1079)
- Ustawa z dnia 13 czerwca 2003 r. o udzielaniu cudzoziemcom ochrony na terytorium Rzeczypospolitej Polskiej (Dz.U. z 2025 r. poz. 223)

## Zadania
Do zakresu działania Urzędu do Spraw Cudzoziemców należy między innymi:
- prowadzenie postępowań w sprawach o udzielenie ochrony międzynarodowej;
- prowadzenie postępowań w sprawach o pozbawienie statusu uchodźcy, ochrony uzupełniającej oraz o cofnięcie zgody na pobyt tolerowany;
- prowadzenie postępowań w sprawach o udzielenie i pozbawienie azylu;
- prowadzenie postępowań w sprawach o udzielanie ochrony czasowej;
- rozpatrywanie odwołań od decyzji wojewodów w zakresie legalizacji pobytu cudzoziemców;
- współpraca międzynarodowa w zakresie zadań Urzędu;
- wykonywanie zadań powierzonych mu przy realizacji umów międzynarodowych o małym ruchu granicznym,
- wykonywanie funkcji centralnego organu wizowego (COW) odpowiedzialnego za przeprowadzanie konsultacji wizowych zagranicznych i krajowych, w tym konsultacji elektronicznych;
- świadczenie pomocy socjalnej cudzoziemcom ubiegającym się o udzielenie ochrony międzynarodowej lub korzystającym z ochrony czasowej oraz objęcie opieką faktyczną małoletnich cudzoziemców przebywającym w Polsce bez opieki ubiegających się o nadanie statusu uchodźcy lub udzielenie azylu;
- prowadzenie ośrodków dla cudzoziemców ubiegających się o udzielenie ochrony międzynarodowej;
- kontrola wykonywanych przez wojewodów zadań w zakresie zgodności ich działania z prawem oraz polityką w dziedzinie migracji i uchodźstwa;
- prowadzenie krajowego zbioru rejestrów, ewidencji i wykazu w sprawach cudzoziemców o nazwie „System Pobyt”;
- prowadzenie wykazu cudzoziemców, których pobyt na terytorium Rzeczypospolitej Polskiej jest niepożądany. Przekazywanie danych do Systemu Informacyjnego Schengen.

Urząd do Spraw Cudzoziemców prowadzi również elektroniczną bazę informacji o krajach pochodzenia „Światowid”.

## Struktura
- Departament Postępowań Uchodźczych
- Departament Legalizacji Pobytu
- Departament Pomocy Socjalnej
- Departament Kontroli i Bezpieczeństwa Migracyjnego
- Departament Prawa Migracyjnego
- Biuro Szefa Urzędu
- Biuro Dyrektora Generalnego
- Biuro Informatyki
- Biuro Obsługi Klienta

Urząd do Spraw Cudzoziemców ma też pod swoją opieką 9 ośrodków dla uchodźców.